# Halictus tetrazonius
Halictus tetrazonius is een vliesvleugelig insect uit de familie Halictidae. De wetenschappelijke naam van de soort is voor het eerst geldig gepubliceerd in 1817 door Klug.